# 同心湖
同心湖（英語：Love Lake）就像一片绿洲坐落在沙漠中，其主体部分是两个巨大的相互连接的心形湖泊，湖泊西岸栽种的树组成了“Love”字样，东岸蜿蜒的小路形似一对依偎在一起的恋人。该湖景色优美，环形的湖泊和周围的沙漠相得益彰，为约会的情侣提供了私密和安静的环境，是露营、野餐和摄影的好地方。
同心湖于2018年11月开放，通过迪拜王储谢赫·哈姆丹·本·穆罕默德发表的Instagram照片而广为人知。该湖位于阿尔马蒙沙漠保护区中，是人造沙漠湿地阿尔库德拉湖（英語：Al Qudra Lakes）的一部分。同心湖远离城市，到迪拜市区边缘的直线距离约30公里，最好的交通方式是自驾车。